# Иду дани
„Иду дани“ је југословенски филм из 1970. године. Режирао га је Фадил Хаџић, који је написао и сценарио. Песму „Иду дани“ је написао Брана Црнчевић, док је музику за ту песму као и за песму „Успаванка“ компоновао Војислав Костић.

## Радња
Збуњени човек млађих година вечито нешто чека, а никако да то и дочека...

## Улоге
| Глумац                    | Улога                           |
| ------------------------- | ------------------------------- |
| Ивица Видовић             | Човек који чека                 |
| Драгутин Добричанин       | Просјак-коцкар са дрвеном ногом |
| Раде Шербеџија            | Редитељ                         |
| Бранислав Цига Миленковић | Виолиниста                      |
| Фахро Коњхоџић            | Глумац                          |
| Мирко Боман               | Енглез                          |
| Гордана Лес               | Енглескиња                      |
| Љиљана Цинцар Даниловић   | Хармоникашица                   |
| Јанез Хочевар             |                                 |
| Зоран Лонгиновић          | Цар дривер                      |
| Милорад Мајић             |                                 |
| Владимир Крстуловић       |                                 |
| Дарко Чурдо               |                                 |
| Велимир Хитил             |                                 |
| Мајда Кохек               |                                 |
| Вања Аљиновић             |                                 |
| Ђорђе Владисављевић       |                                 |

## Награде
Ниш 70' - Награда за улогу Ивици Видовићу